# Плусы (Люблинское воеводство)
Плусы (пол. Płusy) — деревня в Билгорайском повете Люблинского воеводства Польши. Входит в состав гмины Ксенжполь. По данным переписи 2011 года, в деревне проживал 471 человек.

## География
Деревня расположена на юго-востоке Польши, в пределах Сандомирской низменности, на берегах ручья Злота-Нитка (приток Танева), на расстоянии приблизительно 16 километров к югу от города Билгорай, административного центра повета. Абсолютная высота — 200 метров над уровнем моря. Через населённый пункт проходит региональная автодорога 835.

## Климат
Климат характеризуется как влажный континентальный с тёплым летом (Dfb  в классификации климатов Кёппена). Среднегодовая температура воздуха составляет 7,6 °C. Средняя температура самого холодного месяца (января) составляет −4,7 °С, самого жаркого месяца (июля) — 18,1 °С. Расчётная многолетняя норма осадков — 583 мм.

## История
Согласно «Военно-статистическому обозрению Российской Империи», в 1847 году в Плюсах проживало 533 человека. В административном отношении село входило в состав Замостского уезда Люблинской губернии Царства Польского.
В период с 1975 по 1998 годы деревня входила в состав Замойского воеводства.

## Население
Демографическая структура по состоянию на 31 марта 2011 года:
|         | Всего | До трудоспособного возраста | Трудоспособного возраста | Старше трудоспособного возраста |
| ------- | ----- | --------------------------- | ------------------------ | ------------------------------- |
| Мужчины | 230   | 53                          | 147                      | 30                              |
| Женщины | 241   | 58                          | 133                      | 50                              |
| Всего   | 471   | 111                         | 280                      | 80                              |